# Martin Gardner
Martin Gardner (født 21. oktober 1914 i Tulsa, Oklahoma, død 22. maj 2010 i Norman, Oklahoma) var en amerikansk rekreativ matematiker.
Gardner er blandt andet kendt for sin klumme, Mathematical Games  i Scientific American, som han med humor og elegance redigerede fra 1956 til 1981. 

## Trivia
Gardner skabte i 1961 interesse omkring den hollandske kunstner M.C. Eschers figurer og træsnit, der illustrerede uendeligheden og umulige konstruktioner samt for brætspillet Hex, opfundet af Piet Hein i 1942.
1. ↑  Navnet er anført på engelsk og stammer fra Wikidata hvor navnet endnu ikke findes på dansk.
2. ↑  Navnet er anført på engelsk og stammer fra Wikidata hvor navnet endnu ikke findes på dansk.